# Osła
Osła (dawniej niem. Aslau) – wieś w Polsce położona w województwie dolnośląskim, w powiecie bolesławieckim, w gminie Gromadka.
W latach 1975–1998 miejscowość administracyjnie należała do województwa legnickiego.

## Infrastruktura
We wsi funkcjonowało lądowisko Krzywa. Na tym terenie można dostrzec pozostałości po obozie, dawne szyny, które kładli więźniowie. Obecnie znajduje się tam strefa przemysłowa z licznymi stacjami paliw, restauracjami i zjazdem na autostradę A4. 

## Działalność religijna
Od 2011 roku działa tam też dom rekolekcyjny "Dom Chleba" prowadzony przez Stowarzyszenie Towarzystwa Maryi Niepokalanej. Spotykają się tam grupy z całej Polski, szczególnie z diecezji legnickiej.
Osła jest jedyną miejscowością w Polsce, w której podczas mszy rezurekcyjnej odgrywana jest scena zamieszek wśród żołnierzy (bitwa żołnierzy) spowodowana zmartwychwstaniem Jezusa. Sami żołnierze wartę obejmują już od zakończenia liturgii Wielkiego Piątku.

## Historia
Obecna nazwa wsi ma korzenie słowiańskie, czego dowodem jest prawie identyczne jej brzmienie w najstarszych dokumentach. Łacińska bulla papieża Innocentego IV potwierdzająca uposażenie biskupstwa wrocławskiego, wystawiona w Lyonie 9 sierpnia 1254 roku, wymienia ją jako Ocenane, a w "Księdze uposażeń biskupstwa wrocławskiego" z 1305 roku nazwę zapisano jako Ossla. Historyczna Osła to osada słowiańska powstała jeszcze przed 1200 rokiem. Kiedy została założona tutejsza posiadłość rycerska. Osła jako pierwsza ze wszystkich osad w gminie Gromadka została wymieniona w źródłach w roku 1245. Prawdopodobnie te tereny zasiedlało plemię Bobrzan. Pierwsza znana rodzina, która miała w posiadaniu Osłą, określana była przydomkiem von der Ossel (1378). Nickel von der Ossla posiadał posiadłość we wsi Osła, służył w wojskach Zakonu Najświętszej Maryi Panny Domu Niemieckiego w Jerozolimie inaczej Zakonu Krzyżackiego, więc wziął udział w bitwie pod Grunwaldem. 3 sierpnia 1825 około godziny 10 rano w miejscowej kuźni wybuchł pożar, spłonął wtedy zamek, stajnie, szopy, zabudowania dworskie, kościół ewangelicki i katolicki z przyległymi budynkami, plebanią i domem zakrystiana, górny młyn, a także 7 dużych zagród chłopskich – w sumie 1/3 wsi. Spłonęły także dokumenty o dziejach Osłej i okolic. 8 maja 1826 położono kamień węgielny pod budowę nowej świątyni, zaś 25 grudnia nastąpiło jej uroczyste otwarcie. W roku 1845 w Osłej działały 4 wodne młyny, 3 wiatraki, 1 tartak, 1 browar, 24 rękodzielników, 19 kupców i handlarzy.

### FiliaGroß-Rosen
W miejscowości od lipca 1944 do 10 lutego 1945 znajdowała się filia obozu koncentracyjnego Groß-Rosen, w której prowadzona była produkcja podzespołów do myśliwców nocnych FW Ta-154. Obóz składał się z pięciu baraków, z tego trzech zasiedlonych przez ponad 600 więźniów, głównie polskich. Szacuje się, że ponad 90 z nich zginęło. Większość z przetrwałych więźniów zmuszono do marszu do podobozu Mittelbau-Dora w Nordhausen.

## Zabytki i kultura
Do wojewódzkiego rejestru zabytków wpisany jest obiekt:
- Kościół Świętych Piotra i Pawła z 1826 roku.[7] Pierwszy raz wymieniany w 1376, obecny wybudowano po wielkim pożarze wsi, który miał miejsce w sierpniu 1825.

Inne zabytki:
- Pałac sprzed 1939
- Tablica wojny 1813 z 1814
- Szkoła z 1899

## Galeria

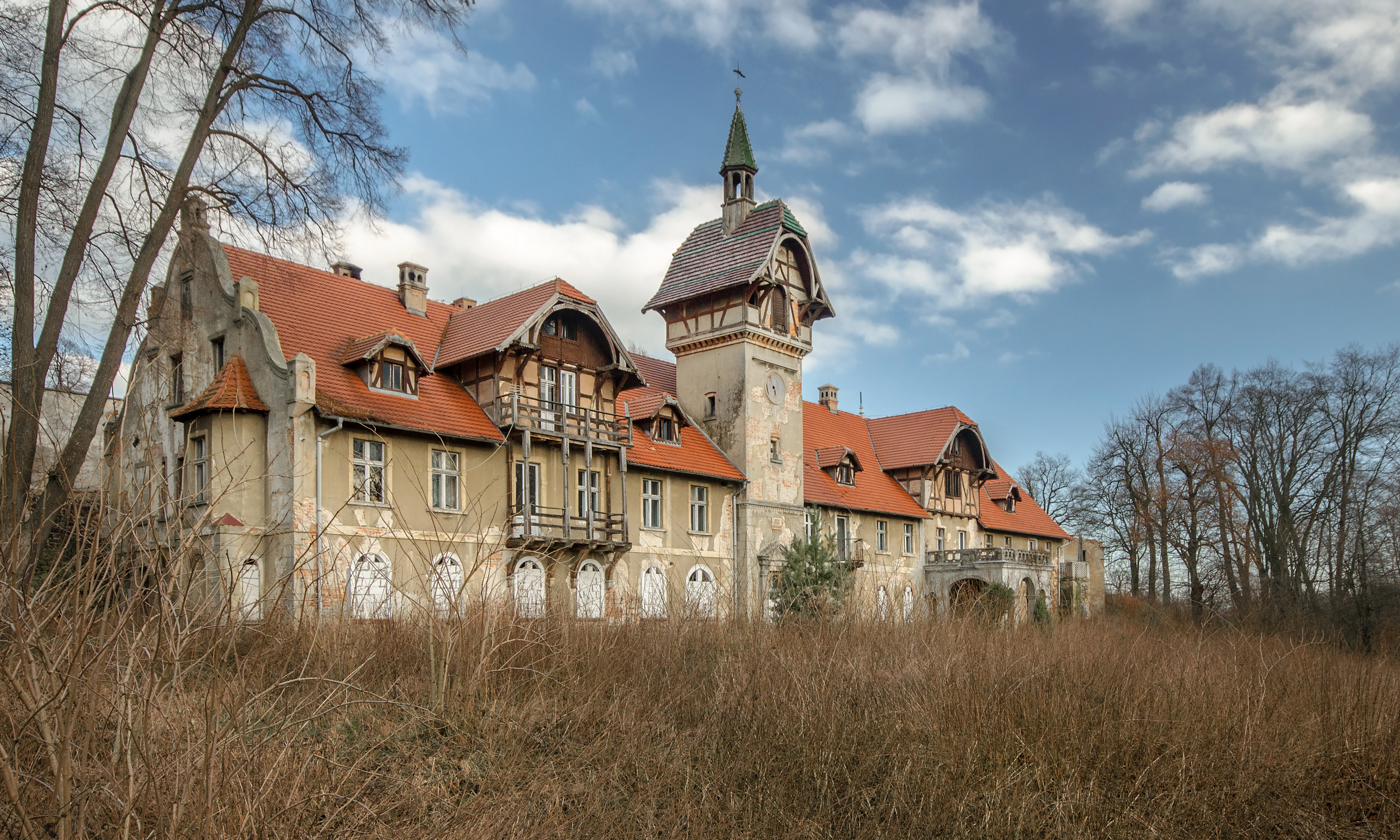
Pałac w Osłej
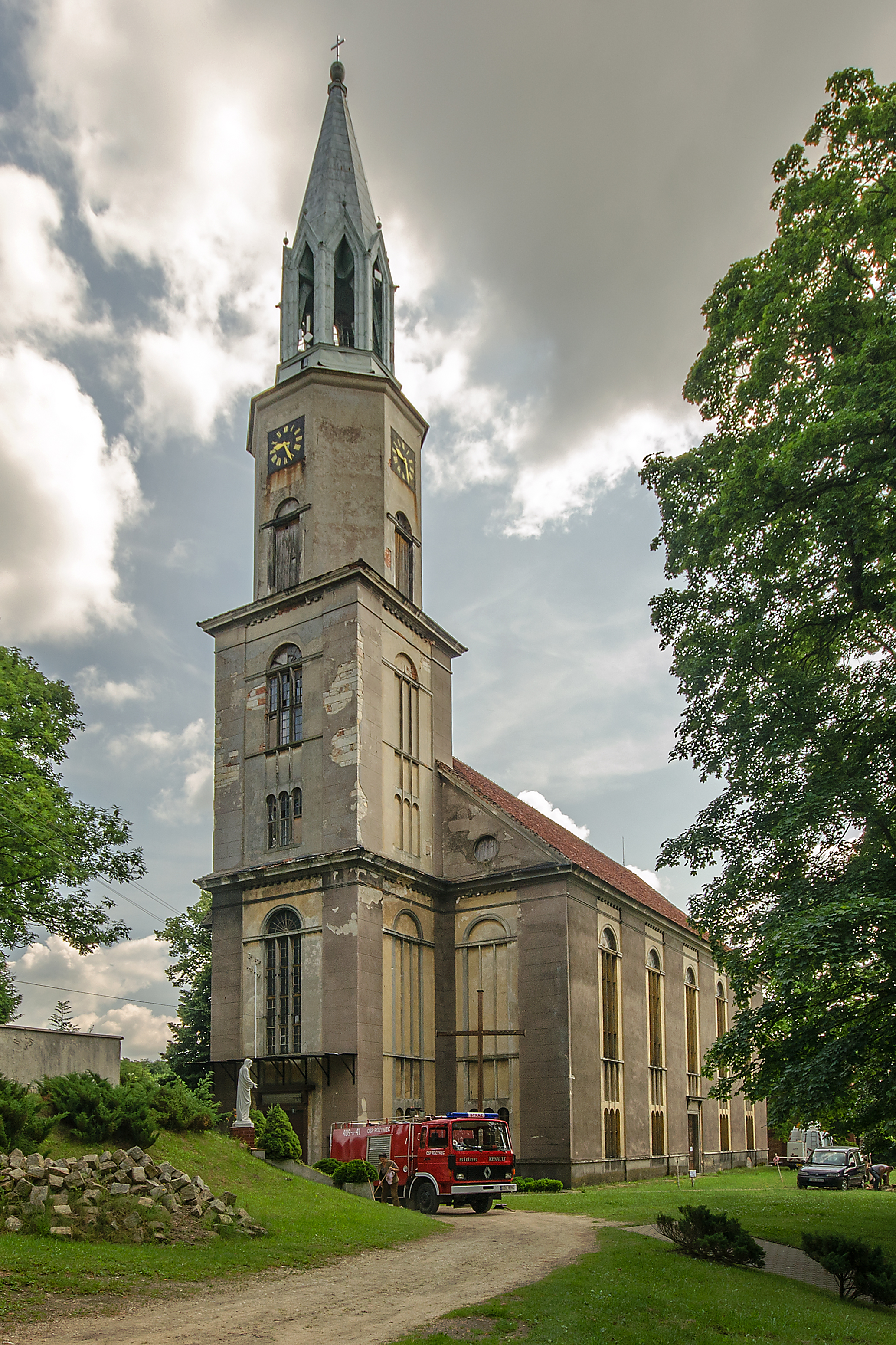
Kościół śś. Piotra i Pawła
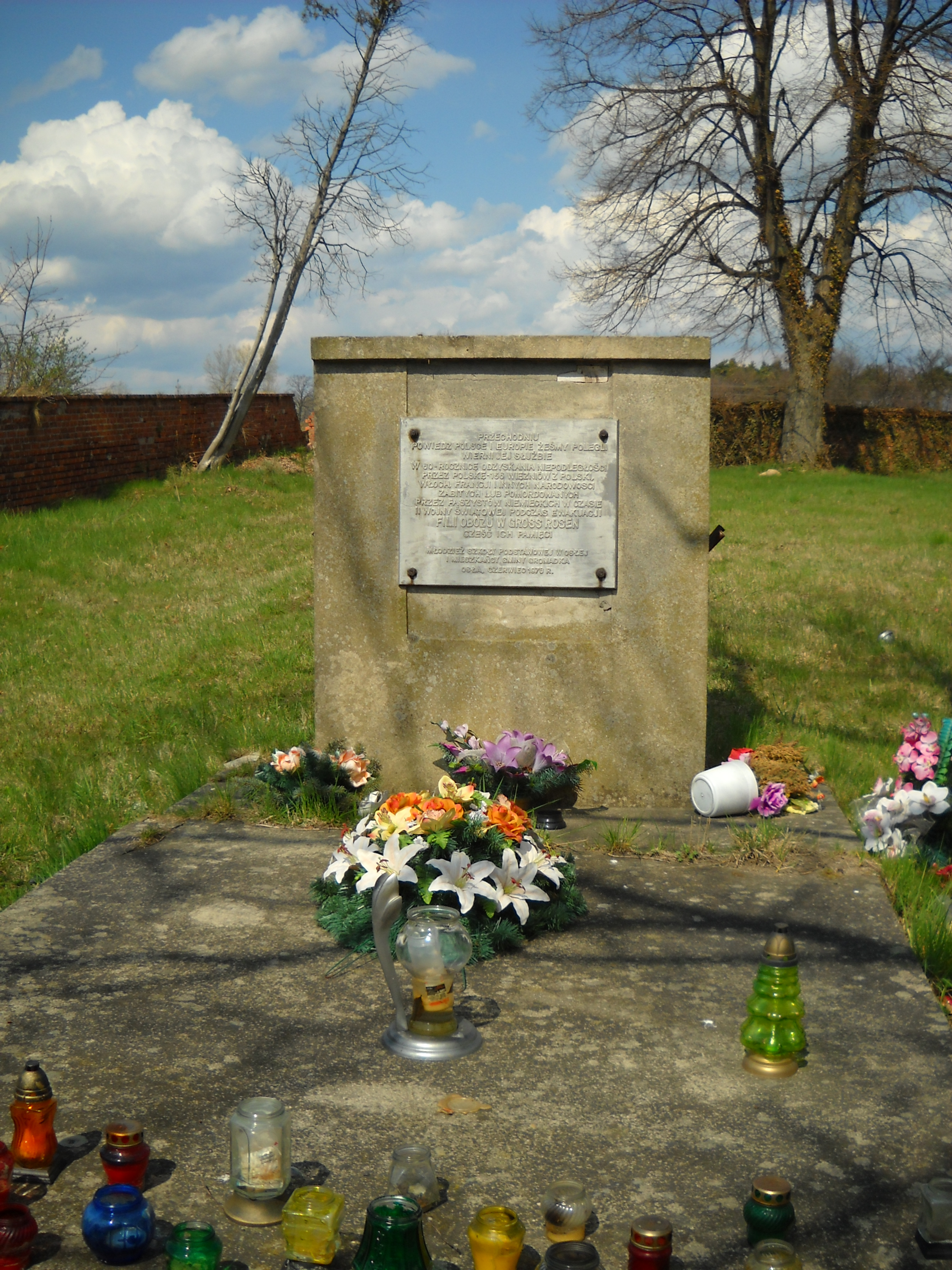
Pomnik ku pamięci ofiar obozu Gross-Rosen
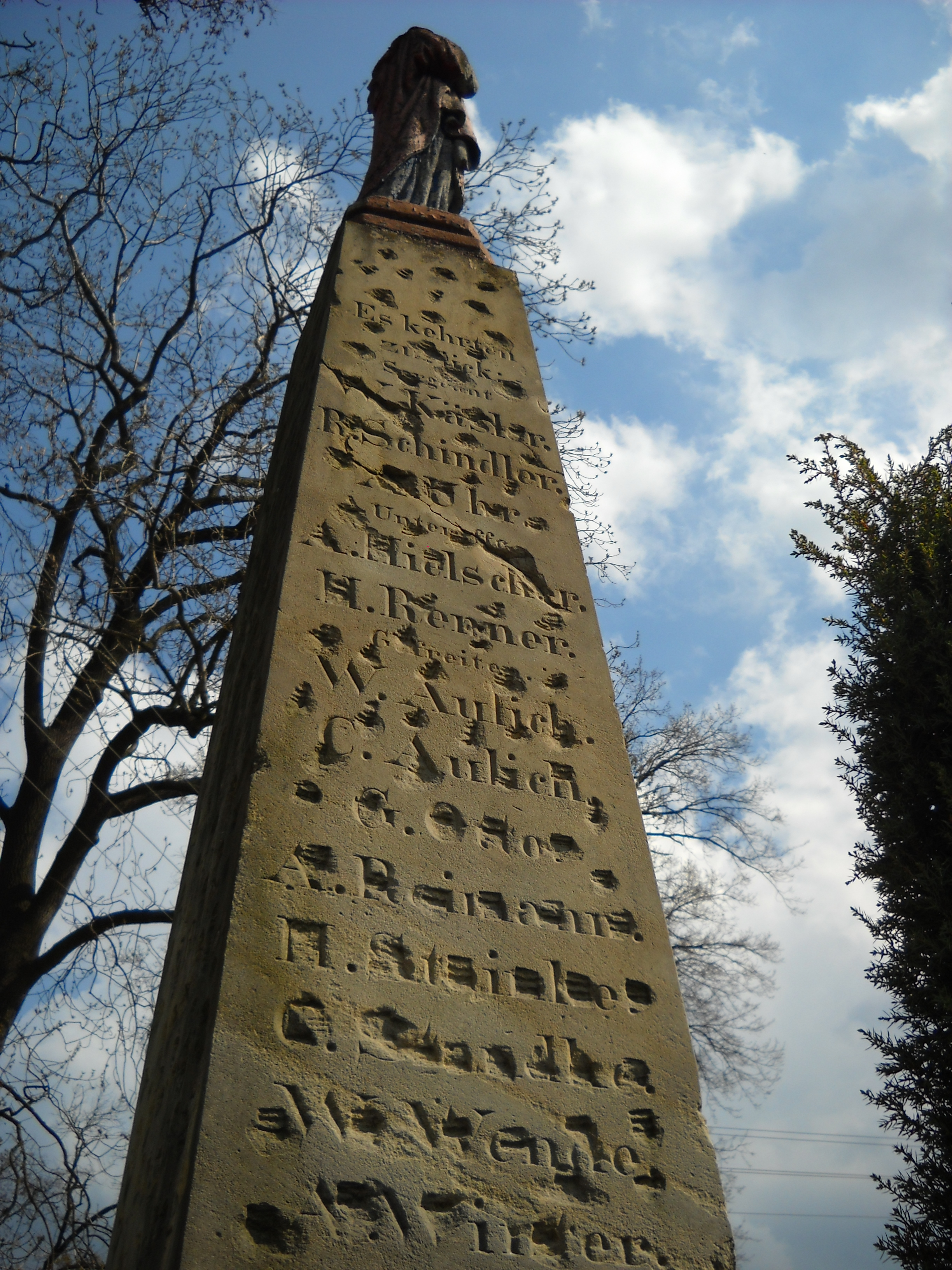
Obelisk w centrum wsi
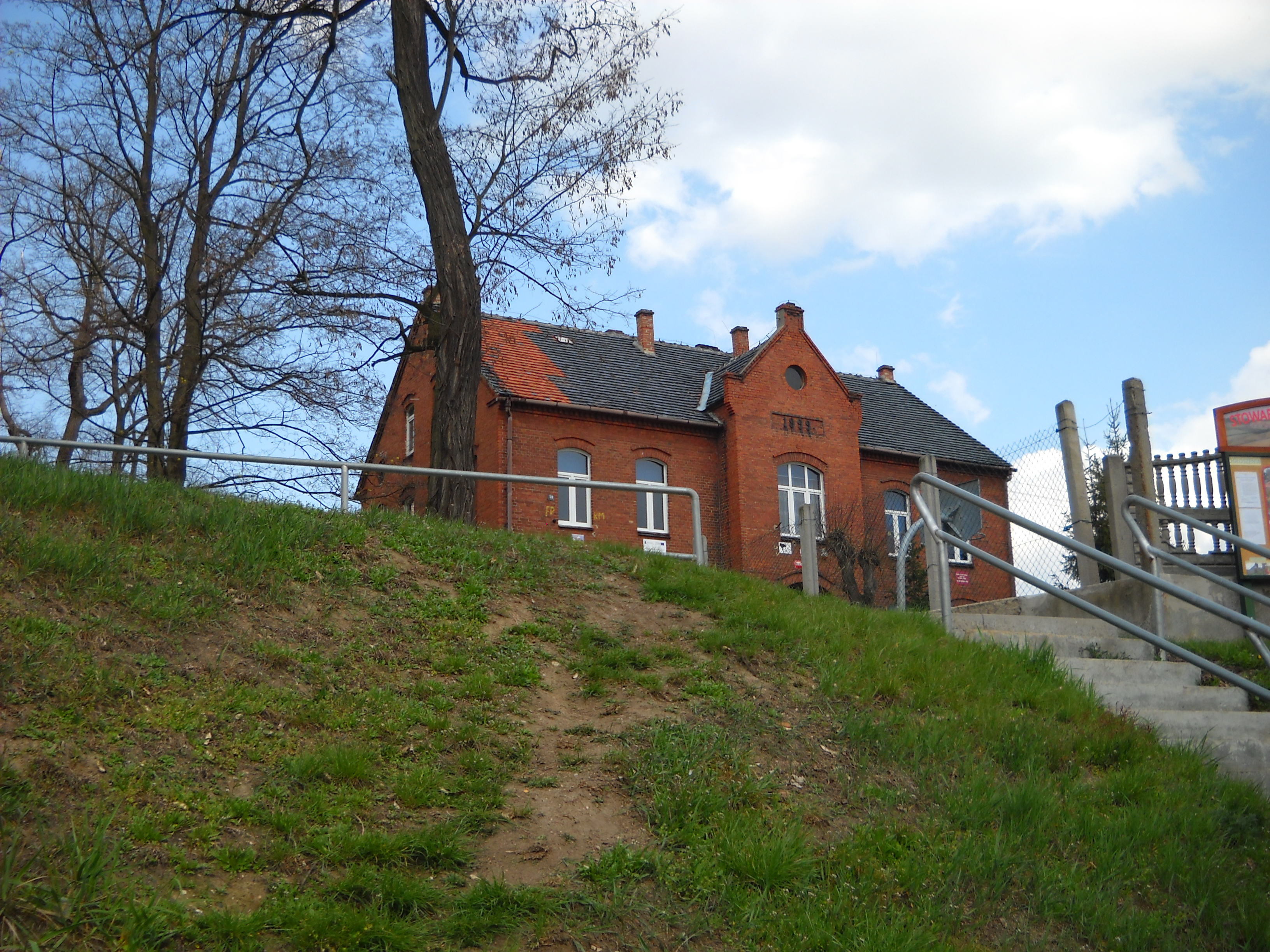
Szkoła w Osłej
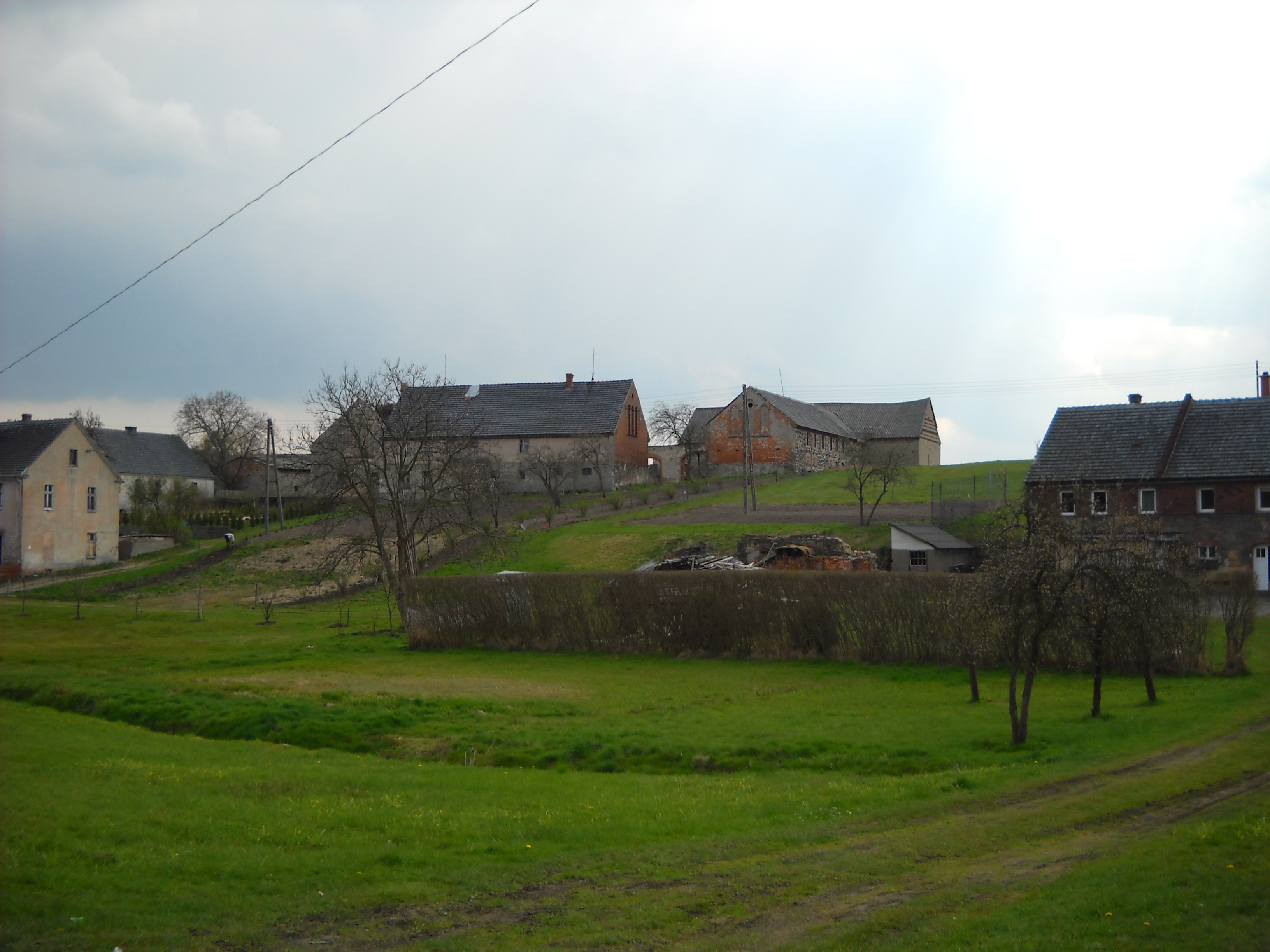
Widok na zabudowania wiejskie w Osłej
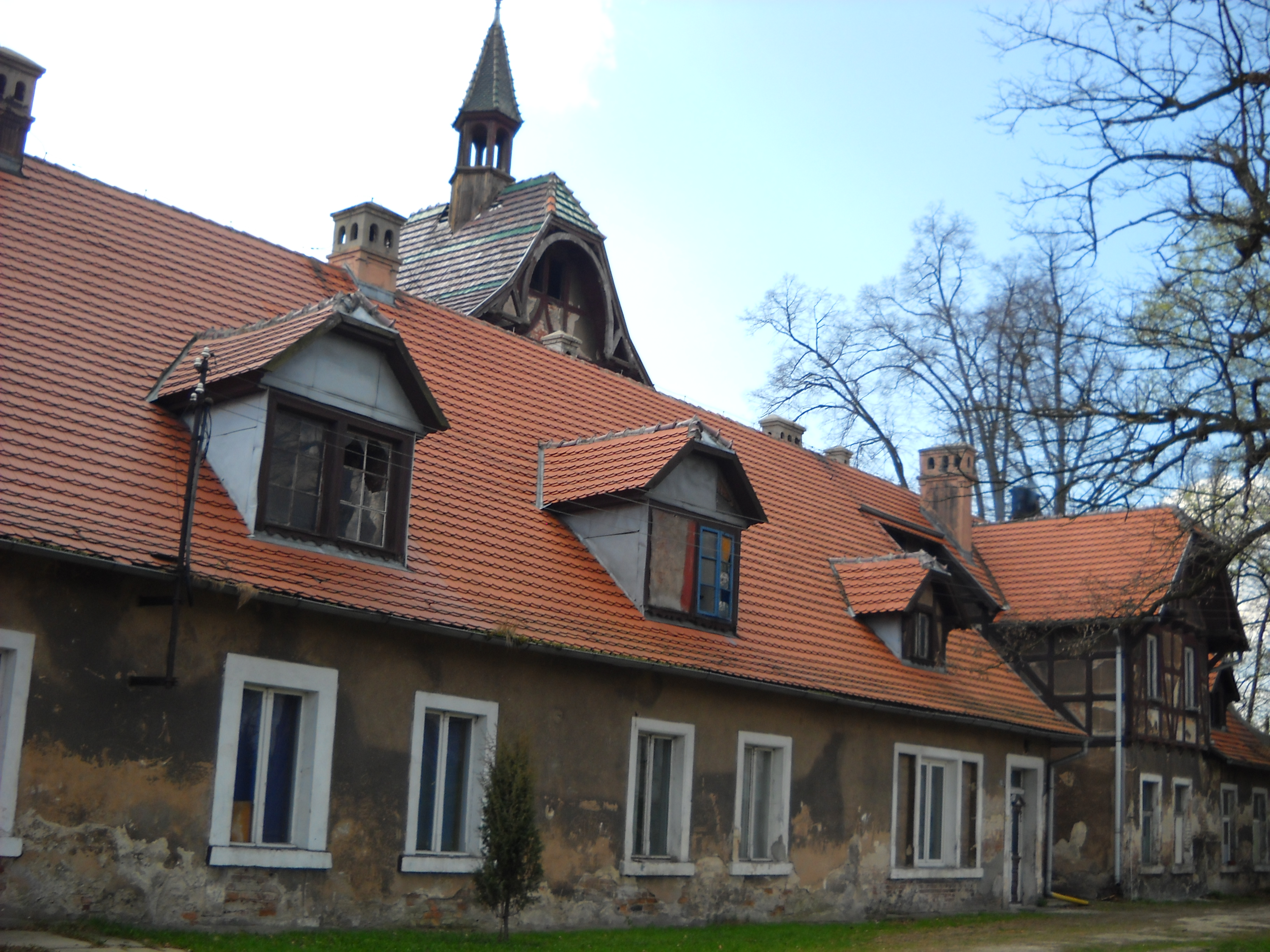
Pałac w Osłej